# Dan Lawrence
Daniel William Lawrence (* 12. Juli 1997 in London, Vereinigtes Königreich) ist ein englischer Cricketspieler, der seit 2021 für die englische Nationalmannschaft spielt.

## Kindheit und Ausbildung
Lawrence spielte für den Chingford CC.

## Aktive Karriere
Lawrence gab sein First-Class-Debüt in der County Championship 2015 für Essex. Schon in seinem zweiten Spiel konnte er dann ein Century über 161 Runs gegen Surrey erzielen und wurde als die Zukunft des englischen Crickets angesehen. Er konnte sich weiter etablieren und wurde für die England Lions nominiert. Im Januar 2021 gab er dann sein Test-Debüt im Januar 2021 in Sri Lanka und erzielte ein Fifty über 73 Runs. Daraufh folgte die Tour in Indien, wo ihm ein weiteres Fifty (50 Runs) gelang. Im Sommer erhielt er Einsätze gegen Neuseeland, wo ihm 81* Runs im zweiten Test gelangen. In der Folge wurde er zwar für die Tour in Australien nominiert, erhielt jedoch keinen Einsatz. Im März 2022 war er in den West Indies wieder im Team und erzielte im zweiten Test ein Fifty über 91 Runs. Doch erhielt er im folgenden Sommer keinen Einsatz im Test-Team. Auch im weiteren Verlauf verblieb er am Rande des Teams. Im Sommer 2023 gab er im nationalen englischen Cricket seinen Wechsel zu Surrey bekannt. Nachdem sich mehrere Spieler verletzt hatten, wurde er als Eröffnungs-Batter für die Tour gegen Sri Lanka im August 2024 nominiert.